# Gaurax montanus
Gaurax montanus är en tvåvingeart som beskrevs av Daniel William Coquillett 1898. Gaurax montanus ingår i släktet Gaurax och familjen fritflugor. Inga underarter finns listade i Catalogue of Life.